# Saint-Pierre-du-Mont (Calvados)
Saint-Pierre-du-Mont é uma comuna francesa na região administrativa da Normandia, no departamento Calvados. Estende-se por uma área de 4,94 km². Em 2010 a comuna tinha 81 habitantes (densidade: 16,4 hab./km²).